# Рудник Честер
Рудник Честер – колишній гірничодобувний майданчик на австралійському острові Тасманія.
Розробкою піритового родовища Честер зайнялась в 1909 році компанія Mt. Lyell Mining & Railway Company Limited (MLMRCL), головним активом якої був гігантський мідний рудник Маунт-Лаєлл (що також видобував пірити як супутній продукт). В ті часи пірити виступали головним джерелом отримання сульфатної кислоти, так що є відомості про відправку продукції Честер на суперфосфатний завод у Ярравіллі.
Інше джерело вказує на використання піритів з Честер як присадки, що знижувала температуру плавки руди на належному MLMRCL мідеплавильному заводі у Квінстауні (можливо відзначити, що до 1916-го останній взагалі діяв на основі технології, де спалювання піритів давало основну, а потім значну частину необхідної енергії).
Розробка велась відкритим способом (хоча в якийсь момент також почали використовувати й підземні роботи), а для вивозу руди спорудили канатну дорогу та вузькоколійну залізницю на кінській тязі. Вони дозволяли доправляти продукцію до перевалки на залізницю, що надавала вихід як до порту Берні на північному узбережжі острова, так і до розташованого південніше Квінстауну. 
Газетне повідомлення від 1913 року вказує, що на той час копальня Честер видавала біля 700 тонн руди на місяць.
Первісно вилучали лише «багаті» поклади з вмістом сірки у 38%, втім, їх запаси були незначні. З іншої сторони, загальні запаси родовища оцінювались у 1,8 млн тонн (хоча й з вмістом сірки лише 21%), тому станом на 1918 рік у Честері велось будівництво збагачувальної фабрики.
Якісь роботи в копальні продовжувались і у 1920-х роках, про що свідчить поява тут хатинки рудокопів, що наразі стала пам’яткою історичної спадщини (також відомо, що вже у 1950-х роках ця будівля перебувала в закинутому стані і довелось вжити заходів з її порятунку).